# Tứ du ký
Tứ du ký (tiếng Trung: 四游记, bính âm: Sì Yóujì) là một bộ gồm bốn tác phẩm tiểu thuyết thần ma: Bắc du ký, Nam du ký, Đông du ký và Tây du ký; được phát hành dưới dạng tập san nhiều kỳ vào thời Minh.
- Bắc du ký là tác phẩm của Dư Tượng Đấu.
- Nam du ký là tác phẩm của Dư Tượng Đấu.
- Đông du ký là tác phẩm của Ngô Nguyên Thái.
- Tây du ký là tác phẩm của Dương Chí Hòa, viết dựa trên cùng một chủ đề nhưng khác với tiểu thuyết Tây du ký của Ngô Thừa Ân.

Sau khi tác phẩm "Tây du ký" của Ngô Thừa Ân vào thời nhà Minh thu được thành công lớn; Ngô Nguyên Thái, Ngô Chính Thái, Dư Tượng Đấu dựa vào các hí khúc, ca kịch liên quan quan tới Đạo giáo, Phật giáo và thần thoại, truyền thuyết dân gian mà biên soạn nên Đông, Nam, Bắc ba bộ du ký, lại thêm vào Tây du ký của Dương Chí Hòa, hợp xưng là "Tứ du ký".
Tứ du ký mô phỏng theo Tây du ký của Ngô Thừa Ân. Đông du ký có 81 hồi, kể về chuyện bát tiên đắc đạo. Tây du ký có 4 quyển, 41 hồi, giản lược Tây du ký của Ngô Thừa Ân. Nam du ký có 4 quyển, 18 hồi, kể về Hoa Quang đại đế đại náo thiên cung cứu mẹ. Bắc du ký có 4 quyển, 24 hồi, kể về Chân Vũ đại đế thành đạo, hàng yêu. Cả bốn quyển Tứ du ký rất có thể "đều được Dư Tượng Đấu biên tập thêm bớt". Dư Tượng Đấu bản thân là thư thương, giỏi việc kinh doanh, trong tác phẩm có nhiều dấu vết thương nghiệp hóa, Tứ du ký hiển nhiên là mượn thanh danh của Tây du ký để tăng doanh thu, bị đánh giá là "rườm rà nông cạn, kém không thể đọc", có thể nói vốn là vì doanh thu mới biên soạn phát hành, giá trị nghệ thuật không cao. Tuy vậy, nhưng tại lúc ấy lại được lưu truyền cực kỳ rộng.